# Brummel-klasse
De brummel-klasse (Lonicero-Rubetea plicati) is een klasse van syntaxa die braamstruweelgemeenschappen omvat op zure, oligotrofe tot meso-oligotrofe, vochtige tot droge zandgronden. Het vegetatieaspect van de begroeiingen wordt hoofdzakelijk bepaald door halfstruiken.

## Naamgeving en codering
| Lonicero periclymeni-Rubetea plicati Haveman, Scham. & Stort. 1999 |

- Syntaxoncode voor Nederland (rVvN): r36

De wetenschappelijke naam Lonicero-Rubetea plicati is afgeleid van de botanische namen van de soorten wilde kamperfoelie (Lonicera periclymenum) en geplooide stokbraam (Rubus plicatus).

## Onderliggende syntaxa in Nederland en Vlaanderen
De klasse kent in Nederland slecht één orde, de brummel-orde (Rubetalia plicati). Deze orde heeft tevens maar één verbond, het brummel-verbond (Lonicero-Rubion), dat in Nederland door een viertal associaties wordt vertegenwoordigd. Daarnaast kent de klasse één rompgemeenschap.
- - brummel-orde (Rubetalia plicati)
    - brummel-verbond (Lonicero-Rubion)
      - associatie van zoete haarbraam (Rubetum grati)
      - associatie van grote wederik en viltige roggebraam (Lysimachio-Rubetum ammobii)
      - associatie van donkere pluimbraam (Rubetum silvatici)
      - associatie van smeulende kambraam (Rubetum taxandriae)

- rompgemeenschap met geplooide stokbraam (RG Rubus plicatus-[Lonicero-Rubetea plicati])

## Fotogalerij

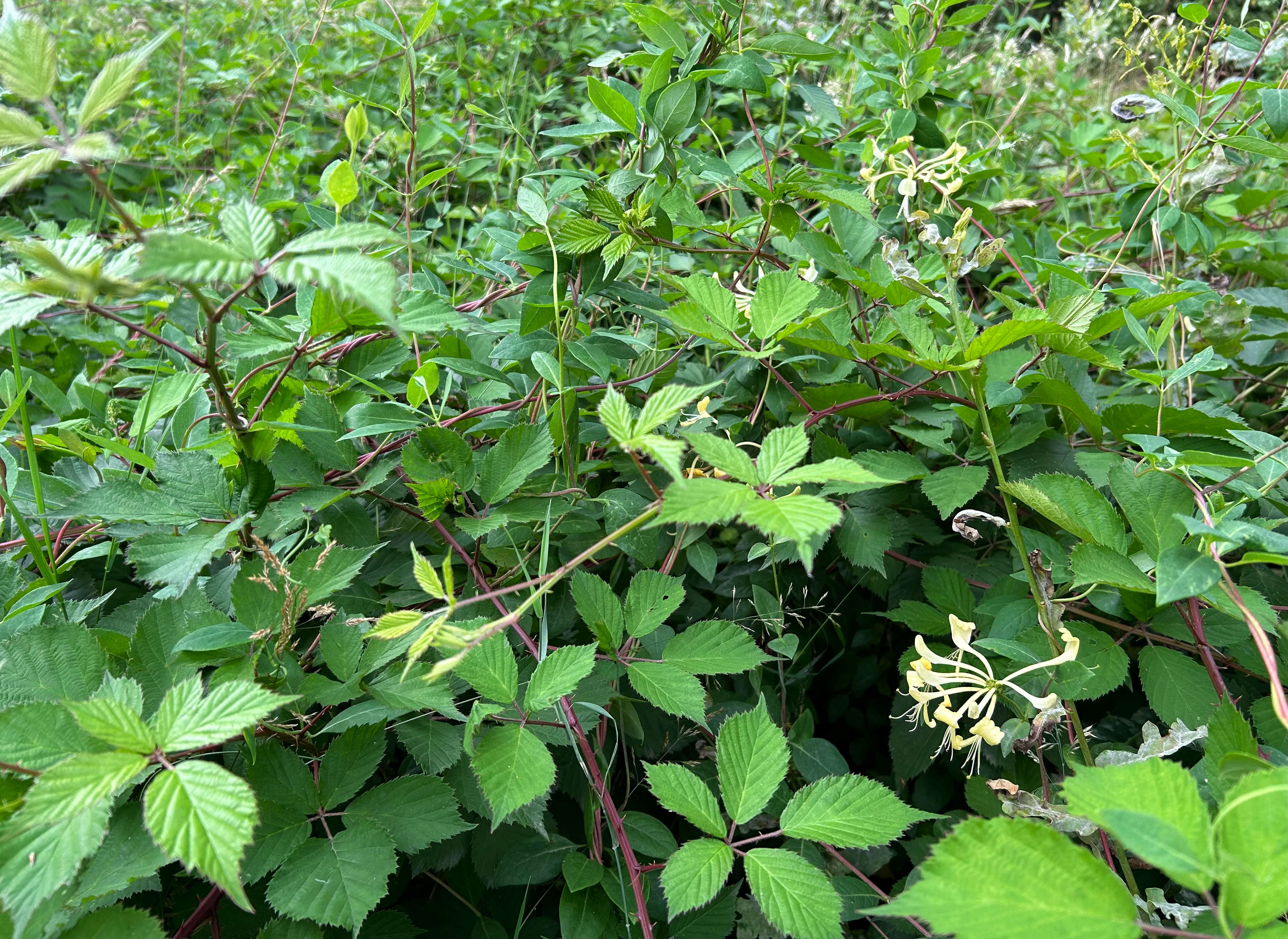
Vegetatiestructuur